# Bezirksgemeinde Ogre
Die Bezirksgemeinde Ogre (lettisch Ogres novads) – wie alle Novadi Lettlands in rechtlichem Sinne eine Großgemeinde – liegt in Lettland östlich der Hauptstadt Riga. Ihr Verwaltungssitz befindet sich in der Stadt Ogre.
Die Bezirksgemeinde entstand im Rahmen einer Verwaltungsreform zum 1. Juli 2021 durch den Zusammenschluss des alten Bezirks Ogre mit den Bezirken Ikšķile, Ķegums und Lielvārde.

## Geografie
Das Gebiet grenzt im Nordwesten an die Bezirksgemeinden Salaspils und Ropaži, im Norden an die Bezirksgemeinde Sigulda, im Nordosten an die Bezirksgemeinde Cēsis, im Osten an die Bezirksgemeinde Madona, im Südosten an die Bezirksgemeinde Aizkraukle, im Südwesten an die Bezirksgemeinde Bauska und im Westen an die Bezirksgemeinde Ķekava.
Das Gebiet wird von der Düna und ihrem Nebenfluss Ogre durchflossen.

## Gliederung
Die Bezirksgemeinde umfasst die Republik-Stadt (republikas pilsēta) Ogre, die 3 Städte (pilsētas) Ikšķile, Ķegums und Lielvārde sowie 16  Gemeinden (pagasti):
| - Birzgale - Jumprava - Krape - Ķeipene - Laubere - Lēdmane | - Lielvārde (Land) - Madliena - Mazozoli - Meņģele - Ogresgals - Rembate | - Suntaži - Taurupe - Tīnūži - Tome |

## Verkehr
Durch die Bezirksgemeinde verläuft die Staatsstraße A6. Außerdem durchquert die Bahnstrecke Riga-Daugavpils das Gebiet.

## Nachweise
1. ↑  Law on Administrative Territories and Populated Areas, likumi.lt, abgerufen am 12. September 2021